# جام نقره (فیلم)
جام نقره (انگلیسی: The Silver Chalice) فیلمی آمریکایی در سبک تاریخی و حماسی به کارگردانی ویکتور ساویل است که در سال ۱۹۵۴ منتشر شد.

## بازیگران
- ویرجینیا میو
- پیر آنجلی
- جک پالانس
- پل نیومن
- ژوزف وایزمن
- لورن گرین
- ایان ولف
- ناتالی وود
- آلبرت دکر
- ای. جی. مارشال
- فرد کلسی
- مایکل پتی
- پیتر بروکو
- رابرت میدلتون
- استروتر مارتین
- تونی راسل
- فرانک هاگنی
- میچل کوال